# Саиди, Кахина
Кахина Саиди (араб. كهينة سعيدي‎; род. 17 марта 1984, Бурдж-эль-Киффан, Алжир) — алжирская дзюдоистка, представительница полусредней весовой категории. Выступала за национальную сборную Алжира по дзюдо в период 2003—2013 годов, чемпионка Африки, чемпионка Всеафриканских игр, обладательница бронзовой медали Средиземноморских игр, победительница и призёрка многих турниров международного значения, участница летних Олимпийских игр в Пекине.

## Биография
Кахина Саиди родилась 17 марта 1984 года в пригороде Алжира.
Первого серьёзного успеха в дзюдо добилась в сезоне 2003 года, когда вошла в состав алжирской национальной сборной и побывала на международном турнире в Марселе, откуда привезла награду бронзового достоинства, выигранную в зачёте полусредней весовой категории.
В 2006 году одержала победу на чемпионате Африки в Маврикии.
В 2007 году выиграла золотую и бронзовую медали на международных турнирах в Тунисе и Корридонии, была лучшей на домашних Всеафриканских играх в Алжире, выступила на чемпионате мира в Рио-де-Жанейро, где уже в 1/32 финала уступила азербайджанке Рамиле Усубовой.
На африканском первенстве 2008 года в Агадире стала серебряной призёркой в полусреднем весе. Также получила бронзу на международном турнире в Тунисе и на открытом чемпионате Германии в Брауншвейге. Благодаря череде удачных выступлений удостоилась права защищать честь страны на летних Олимпийских играх в Пекине — в категории до 63 кг благополучно прошла первую соперницу по турнирной сетке, однако во втором поединке в 1/8 финала потерпела поражение от представительницы Нидерландов Элизабет Виллебордсе и тем самым лишилась всяких шансов на попадание в число призёров.
После пекинской Олимпиады Саиди осталась в составе дзюдоистской команды Алжира и продолжила принимать участие в крупнейших международных турнирах. Так, в 2009 году она выиграла бронзовую медаль на Средиземноморских играх в Пескаре, боролась на мировом первенстве в Роттердаме.
В 2010 году победила на африканском первенстве в Яунде и на международном турнире в Корридонии.
В 2011 году получила серебро на Панарабских играх в Дохе и на чемпионате Африки в Дакаре, взяла бронзу на Всеафриканских играх в Мапуту, участвовала в чемпионате мира в Париже, где дошла до стадии 1/8 финала.
В 2012 году стала бронзовой призёркой на африканском первенстве в Агадире.
Последний раз показывала сколько-нибудь значимые результаты на международной арене в сезоне 2013 года, когда выступила на этапе Кубка мира в Мадриде и на Средиземноморских играх в Мерсине. Вскоре по окончании этих соревнований приняла решение завершить спортивную карьеру.